# Kommission Alltagskulturforschung für Westfalen
Die Kommission Alltagskulturforschung für Westfalen (bis März 2020: Volkskundliche Kommission für Westfalen) ist ein wissenschaftliches Gremium des Landschaftsverbands Westfalen-Lippe (LWL). Sie ist neben der Historischen Kommission für Westfalen, der Altertumskommission für Westfalen, der Geographischen Kommission für Westfalen, der Kommission für Mundart- und Namenforschung Westfalens und der Literaturkommission für Westfalen eine von sechs wissenschaftlichen Kommissionen für Landeskunde des LWL.

## Aufgaben
Die Kommission fördert und unterstützt die volkskundliche Arbeit in Westfalen. Sie fördert Dokumentationen zu Themen der Kulturgeschichte, organisiert Tagungen und gibt zahlreiche Schriften heraus. Die mehr als 60 ordentlichen und korrespondierenden Mitglieder arbeiten ehrenamtlich an den verschiedenen Projekten der Kommission mit. Eine Geschäftsstelle in den Räumen der Universität Münster fördert und koordiniert die Arbeit.
Aufgabe der 1928 vom Provinzialverband der Provinz Westfalen gegründeten Kommission war es zunächst, die angenommene kulturelle Sonderstellung Westfalens durch wissenschaftliche Untersuchungen zu untermauern. Erforscht wurden dementsprechend raumgeographische Fragen und Kulturströmungen. Prägend dafür war die funktionalistische Methode und soziologische Betrachtungsweise des ersten Kommissionsvorsitzenden Julius Schwietering. Die Kommission wirkte mit am Atlas der deutschen Volkskunde, am Westfälischen Wörterbuch und führte das Westfälische Volksliedarchiv weiter. Sie beteiligte sich am Münsteraner Arbeitskreis für Hausforschung, an der Trachtenforschung, an Arbeiten zur religiösen Volkskunde, zur Volkserzählforschung und zur Flurnamenforschung. Die sprachgeschichtlichen Schwerpunkte wurden 1972 an die neugegründete Kommission für Mundart- und Namenforschung Westfalens abgegeben.
Nach 1945 war der Aufbau einer Sammlung zur Sachkultur Westfalens ein Arbeitsschwerpunkt der Kommission. Die Dokumentation, Sammlung und wissenschaftliche Aufbereitung der historischen Sachgüter wurde später den inzwischen entstandenen Museen überlassen, insbesondere dem 1960 gegründeten Westfälischen Freilichtmuseum Detmold. Schwerpunkt der Tätigkeit ist seitdem die nichtmaterielle Volkskultur. Bis 1984 wurden schriftliche Berichte zu Themen der Alltagskultur um 1900 gesammelt, die ebenso wie viele weitere Schriftquellen, fast 10.000 Volkslieder und über 150.000 Fotografien in einem Archiv für die Öffentlichkeit bereitgestellt werden, welches auch online recherchierbar ist. Eine landeskundliche Spezialbibliothek mit über 35.000 Bänden, die über den Katalog der Universitäts- und Landesbibliothek Münster erschlossen ist, komplettiert das Angebot.

## Umbenennung
Im November 2019 beschloss die Mitgliederversammlung der Kommission, die Bezeichnung „Volkskundliche Kommission für Westfalen“ durch „Kommission Alltagskulturforschung für Westfalen“ zu ersetzen. Sie folgte damit einer Entwicklung in der universitären Forschung, den Museen und der öffentlichen Kulturarbeit, in denen die Bezeichnung „Volkskunde“ als veraltet gilt und kaum noch in Gebrauch ist. Durch die Umbenennung sollte der Arbeit der Kommission besser beschrieben und auch von Laien besser verstanden werden. Die Umbenennung erfolgte zum 20. März 2020.

## Vorsitzende
- Julius Schwietering (1928–1933)
- Jost Trier (1933–1943)
- Martha Bringemeier (1943–1946, geschäftsführend)
- William Foerste (1946–1951)
- Bruno Schier (1951–1971)
- Günter Wiegelmann (1971–1993)
- Ruth Mohrmann (1993–2014)
- Elisabeth Timm (seit 2014)

## Schriftenreihen
Die Volkskundliche Kommission ist Herausgeber mehrerer Schriftenreihen, darunter Beiträge zur Volkskultur in Nordwestdeutschland, Alltagsgeschichte in Bildern und Rückblick. Die seit 1954 regelmäßig erscheinende Rheinisch-westfälische Zeitschrift für Volkskunde wird von der Volkskundlichen Kommission für Westfalen in Kooperation mit dem LVR-Institut für Landeskunde und Regionalgeschichte herausgegeben.